# Ghiroda

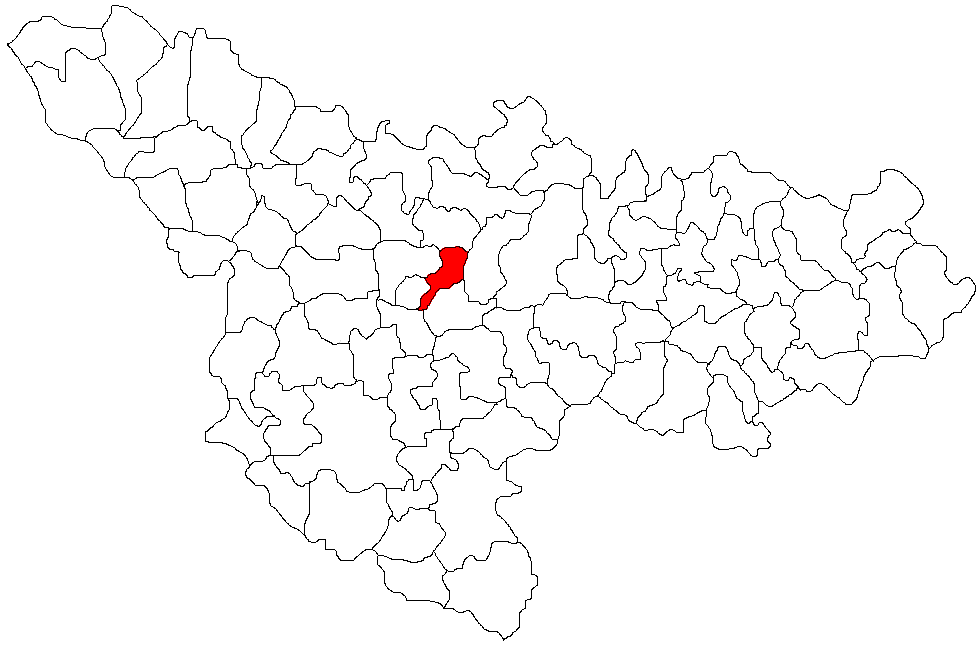
Lage der Gemeinde Ghiroda im Kreis Timiș

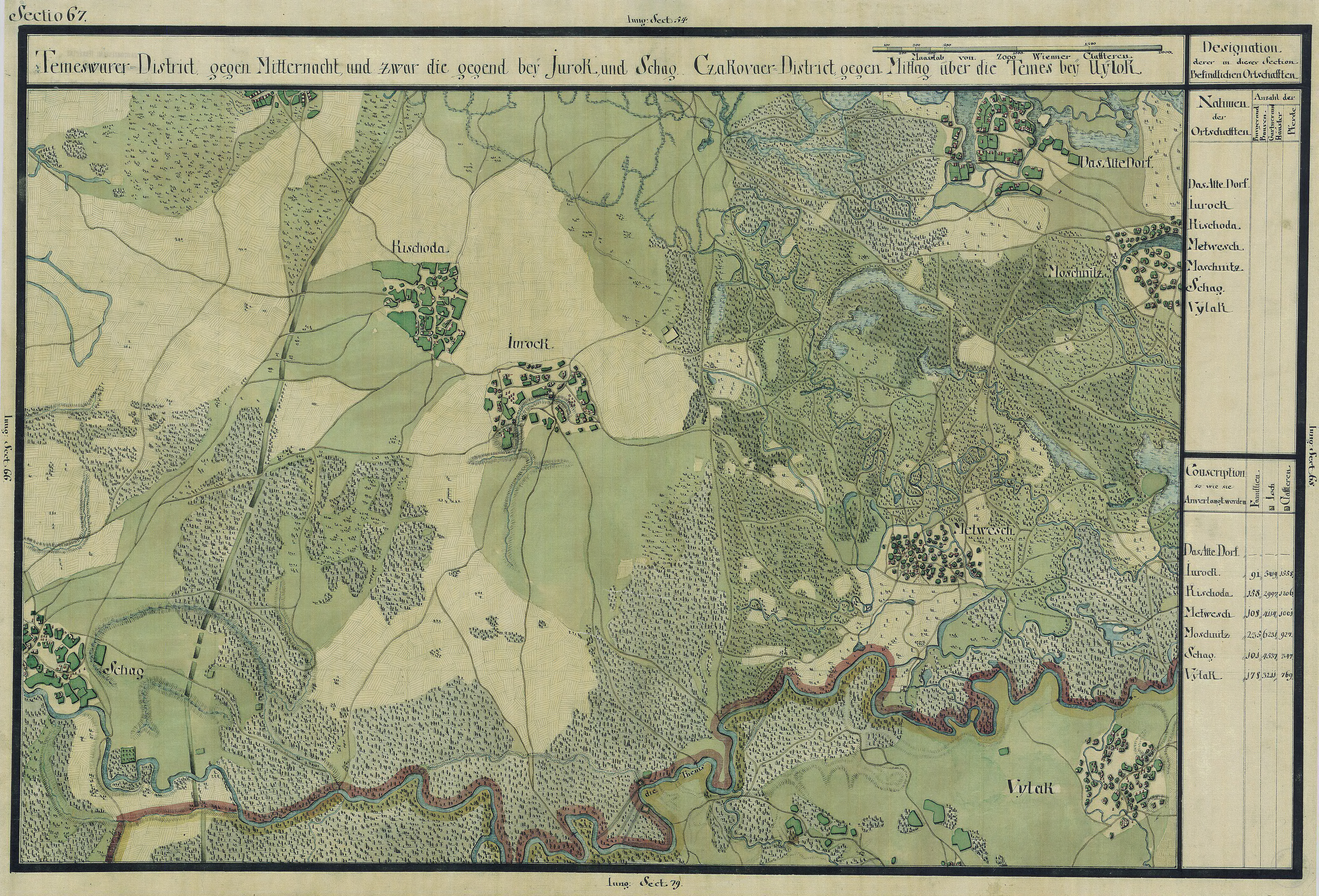
Ghiroda auf der Josephinischen Landaufnahme (1769–1772)

Ghiroda (deutsch Giroda, ungarisch Győröd) ist eine Gemeinde im Kreis Timiș, in der Region Banat, im Südwesten Rumäniens. Zur Gemeinde Ghiroda gehört auch das Dorf Giarmata-Vii.

## Geografische Lage
Ghiroda liegt in der Mitte des Kreises Timiș, fünf Kilometer von Timișoara entfernt, an der Nationalstraße DN6 und an der Eisenbahnstrecke Timișoara-Lugoj. Im Westen grenzt Ghiroda an Remetea Mare (circa 6 km) und im Süden fließt der Begakanal.

## Nachbarorte
| Dumbrăvița | Giarmata-Vii                                | Flughafen Temeswar |
| Timișoara  | Kompassrose, die auf Nachbargemeinden zeigt | Remetea Mare       |
| Timișoara  | Moșnița Nouă                                | Bucovăț            |

## Geschichte
Ghiroda wurde 1332 erstmals in den päpstlichen Zehntlisten erwähnt. 1389 erscheint der Ort unter der Bezeichnung Gyureg. Weitere Ortsbezeichnungen, die im Laufe der Jahrhunderte auftauchten, sind: Gyrod (1393), Nagyijrwg (1429), Gywred (1492), Gywrug (1492), Gywrewd (1495 und 1497), Gywreg (1498), Gywrewdy (1497, 1503 und 1511).
1552, als das Banat ein türkischer Paschalik (Vilâyet) wurde, gehörte Ghiroda zum Distrikt Temeswar. Zur Zeit der Josephinischen Landaufnahme von 1717 hieß der Ort Girouda und hatte 24 Häuser. Nach dem Frieden von Passarowitz (1718), als das Banat eine Krondomäne der Habsburgermonarchie wurde, baute man noch im gleichen Jahr die Bierfabrik in Temeswar. In dieser Zeit wurde in Ghiroda der Hopfenanbau praktiziert.
Auf der Karte des Gouverneurs Claudius Florimund Mercy von 1723–1725 erscheint Gyroda als Dorf im Distrikt Temeswar. Von 1718 bis 1778 war das Banat eine Habsburger Krondomäne. 1779 trat Kaiserin Maria Theresia das Banat an Ungarn ab. Kaiser Joseph II. beschloss, die Dörfer im Banat, die nun unter ungarischer Verwaltung standen, zu verkaufen. Ghiroda wurde 1781 an Sandor Mihaly von Pozsony verkauft.
Am 4. Juni 1920 wurde das Banat infolge des Vertrags von Trianon dreigeteilt. Der größte, östliche Teil, zu dem auch Ghiroda gehört, fiel an das Königreich Rumänien. Heute ist Ghiroda eine Gemeinde, zu der auch das Dorf Giarmata-Vii gehört.
Seit 2015 ist Ghiroda durch die Linie M11 der Societatea de Transport Public Timișoara an das Timișoaraer Trolleybusnetz angebunden.

## Demografie
Die Bevölkerungsentwicklung der Gemeinde Ghiroda:
| 1880 | 909  | 742  | 117  | 41  | 9                |
| 1910 | 1419 | 851  | 449  | 54  | 65               |
| 1930 | 4056 | 1253 | 1742 | 929 | 132              |
| 1977 | 5982 | 4947 | 544  | 446 | 45               |
| 2002 | 4907 | 4531 | 260  | 25  | 91               |
| 2021 | 8866 | 7684 | 143  | 35  | 1004 (39 Serben) |